# Vanambouani
Vanambouani är en ort i Komorerna.   Den ligger i distriktet Grande Comore, i den nordvästra delen av landet, 10 km norr om huvudstaden Moroni. Vanambouani ligger 76 meter över havet och antalet invånare är 1 654.
Terrängen runt Vanambouani är varierad. Havet är nära Vanambouani västerut. Runt Vanambouani är det tätbefolkat, med 411 invånare per kvadratkilometer. Närmaste större samhälle är Moroni, 10,1 km söder om Vanambouani. Omgivningarna runt Vanambouani är en mosaik av jordbruksmark och naturlig växtlighet.